# Dorchester (Bas-Canada)
Pour les articles homonymes, voir Dorchester.
Dorchester est un district électoral de la Chambre d'assemblée du Bas-Canada ayant existé de 1792 à 1838.

## Histoire
Son territoire regroupe Lévis, Saint-Henri et la région de la Beauce. Dorchester est l'un des 27 districts électoraux instaurés lors de la création du Bas-Canada par l'Acte constitutionnel de 1791. Il s'agit d'un district représenté conjointement par deux députés, parfois d’allégeance différente. Lors de la refonte de la carte électorale de 1829, une partie du district est détachée et devient le district de Beauce. Il est suspendu de 1838 à 1841 en raison de la Rébellion des Patriotes. À partir de 1841, le district est conservé au sein du Parlement de la province du Canada.

## Liste des députés

### Siègeno1
| Années | Années      | Député                    | Parti       |
| ------ | ----------- | ------------------------- | ----------- |
|        | 1792 - 1796 | Gabriel-Elzéar Taschereau | Indépendant |
|        | 1796 - 1800 | Charles Bégin             | Canadien    |
|        | 1800 - 1804 | Jean-Thomas Taschereau    | Canadien    |
|        | 1804 - 1808 | Jean-Thomas Taschereau    | Canadien    |
|        | 1808 - 1809 | Pierre Langlois           | Canadien    |
|        | 1809 - 1810 | Pierre Langlois           | Canadien    |
|        | 1810 - 1814 | Pierre Langlois           | Canadien    |
|        | 1814 - 1816 | John Davidson             | Indépendant |
|        | 1816 - 1820 | John Davidson             | Indépendant |
|        | 1820 - 1820 | John Davidson             | Indépendant |
|        | 1820 - 1824 | John Davidson             | Indépendant |
|        | 1824 - 1827 | John Davidson             | Indépendant |
|        | 1827 - 1830 | Joseph Samson             | Indépendant |
|        | 1830 - 1834 | Henry John Caldwell       | Bureaucrate |
|        | 1834 - 1838 | Jean-Baptiste Beaudoin    | Patriote    |

### Siègeno2
| Années | Années      | Député                 | Parti       |
| ------ | ----------- | ---------------------- | ----------- |
|        | 1792 - 1796 | Irumberry de Salaberry | Canadien    |
|        | 1796 - 1800 | Alexandre Dumas        | Canadien    |
|        | 1800 - 1804 | John Caldwell          | Bureaucrate |
|        | 1804 - 1808 | John Caldwell          | Bureaucrate |
|        | 1808 - 1809 | John Caldwell          | Bureaucrate |
|        | 1809 - 1810 | Jean-Thomas Taschereau | Canadien    |
|        | 1810 - 1811 | John Caldwell          | Bureaucrate |
|        | 1812 - 1814 | Jean-Thomas Taschereau | Canadien    |
|        | 1814 - 1816 | Jean-Thomas Taschereau | Canadien    |
|        | 1816 - 1820 | Jean-Thomas Taschereau | Canadien    |
|        | 1820 - 1820 | Louis Lagueux          | Canadien    |
|        | 1820 - 1824 | Louis Lagueux          | Canadien    |
|        | 1824 - 1827 | Louis Lagueux          | Canadien    |
|        | 1827 - 1830 | Louis Lagueux          | Patriote    |
|        | 1830 - 1832 | Louis Lagueux          | Patriote    |
|        | 1832 - 1834 | Jean Bouffard          | Patriote    |
|        | 1834 - 1838 | Jean Bouffard          | Patriote    |